# Семисводный
Семисво́дный — хутор в Славянском районе Краснодарского края.
Входит в состав Протокского сельского поселения.

## Социальная сфера
ООШ 44
Сельский клуб
Сельская библиотека
Фельдшерско-акушерский пункт
3 магазина

## География

### Улицы
| - ул. Выгонная, - ул. Кирпичная, - ул. Коммунаров, - ул. Комсомольская, - ул. Краснодарская, - ул. Луговая, - ул. Мира, - ул. Молодёжная, - ул. Пионерская, | - ул. Северная, - ул. Славянская, - ул. Советская, - ул. Спортивная, - ул. Степная, - ул. Торговая, - ул. Школьная, - ул. Южная, - ул. Юных Коммунаров. |

## Население
| 2002 | 2010  |
| ---- | ----- |
| 988  | ↗1222 |